# 溴化物
溴化物是含有负价溴（Br−）的一类化合物。溴离子是溴原子得到一个电子后形成的离子。溴化物也可以代表共价化合物中溴的氧化态为 -1 的化合物，如二溴化硫 (SBr2)。
溴离子可通过向试液中加入硝酸酸化的硝酸银溶液得到黄色溴化银沉淀的方法来鉴别。为了防止还原性阴离子 S2−、SO32− 和 S2O32− 干扰 Br− 的鉴定，可通过以下方法：
向试液中加入硝酸和硝酸银溶液使 Cl−、Br− 和 I− 沉淀为银盐，然后在沉淀上加锌粉和水并加热，反应为：
2AgBr + Zn = 2Ag + Zn2+ + 2Br−
2AgI + Zn = 2Ag + Zn2+ + 2I−
取离心液加稀 H2SO4 酸化，同时加入几滴苯（或 CCl4），滴加新鲜氯水并振荡，如苯层显 I2 的紫色示有 I− 的存在；继续加入氯水，I− 被氧化为 IO3−，故紫色消失，有机层出现 Br2 的红棕色或 BrCl 的黄色，示有 Br−。